# Fernando Báez
Fernando Báez, né à San Félix de Guayana (Vénézuela), est un intellectuel vénézuélien spécialiste du patrimoine historique et des bibliothèques.

## Biographie
Fernando Báez est diplômé en science de l'éducation et a un doctorat de bibliothécaire. Il travaille ensuite plusieurs années à l'Université des Andes à Mérida. Il est directeur du quotidien Correo de Los Andes de 1992 à 1994, puis directeur de la Bibliothèque nationale du Venezuela pendant huit mois.
Parmi ses travaux, il y a : Historia Universal de la Destrucción de Libros (2004), La Destrucción Cultural de Iraq (2004), El saqueo cultural de America Latina (2009). Parmi ces livres, seul le premier a été traduit en français. Il publie son premier roman en 2005 : El Traductor de Cambridge. Il traduit aussi des anciens textes grecs : Los Fragmentos de Aristóteles (2002) et La Poética de Aristóteles (2002).
Il est déclaré persona non grata par les autorités américaines après la publication du livre La destrucción cultural de Iraq.

### en espagnol

#### essais
- Historia universal de la destrucción de libros : De las tablillas sumerias a la guerra de Irak, Ediciones Destino, 2004, 416 p. (ISBN 978-84-233-3596-1)
- La destrucción cultural de Iraq : Un testimonio de posguerra, Fórcola Ediciones, 2004, 160 p. (ISBN 978-84-8063-687-2)
- (es) El saqueo cultural de America Latina : De la Conquista a la globalización, Barcelone, DEBATE, 2009, 416 p. (ISBN 978-84-8306-835-9)
- Las maravillas perdidas del mundo : Breve historia de las grandes catástrofes de la civilización, Océano, 2011, 384 p. (ISBN 978-607-400-774-9)
- (es) Los primeros libros de la Humanidad : El mundo antes de la imprenta y el libro electrónico, Madrid, Lengua de Trapo, 2013, 624 p. (ISBN 978-84-15174-75-2)

#### roman
- El traductor de Cambridge, Lengua de Trapo, 2005, 160 p. (ISBN 978-84-96080-46-1)

### en français
- Histoire universelle de la destruction des livres : des tablettes sumériennes à la guerre d'Irak [« Historia Universal de la Destrucción de Libros »]  (trad. de l'espagnol), Paris, Fayard, 2008, 527 p. (ISBN 978-2-213-63484-5)